# Calvaires de Fouchy
Les calvaires de Fouchy sont des monuments religieux situés sur le territoire de la commune française de Fouchy, dans le département du Bas-Rhin et la région Alsace.

## Les Croix de Fouchy
Treize croix ont été répertoriées à Fouchy. Dans l’énumération ci-contre, elles ont été classés par ordre chronologique de leur date d’érection. Ce travail a été facilité puisque toutes les croix, sans exception, portent l’année de leur édification. 

### Croix du bas d'Urbeis (1806)
Située au sud du chemin qui mène à Fouchy vers le col d’Urbeis, en face de la première maison d’Urbeis (no 154). Il s’agit d’une croix à crucifix sculptée dans un grès rose grossier de la vallée. Les extrémités des bras et sommet du montant sont terminés par un rebord saillant et des demi-sphères légèrement aplaties. Le Christ est de facture fruste, taillé dans la masse en haut relief, bras à l’horizontale. Sous les pieds du Christ, le crâne et les deux tibias sont croisés. La base du montant est élargie par congés vers l’avant et les côtés. Le fut est quadrangulaire svelte, s’élargissant vers le bas, se terminant en haut par un tailloir mouluré. Fine rainure décorant la face avant du fût et soulignant sa forme trapézoïdale. Rosace au centre et demi-rosace en bas. Sur la base cubique, on trouve une tête d’angelot ailé en moyen relief. Le socle est entièrement enterré dans le talus du chemin.
Hauteur totale de la croix : 2,60 m : 0,85 x 0,56
Fût : 1,45 x 0,15 x 0,15 . (0,24 x 0,25)
Base : 0,30 x 0,30 x 0,30. Assez bon état mais penche dangereusement vers le chemin.
Inscription sur le côté droit de la base : Faite / par / I.D.C. / I.N.T.H : 1806
L’origine de cette croix est inconnue. Il pourrait s’agir d’une ancienne croix borne, car elle est située sur la limite des bans de Fouchy et d’Urbeis. Il est intéressant de signaler que la ferme en face de la croix est à cheval sur la frontière des deux communes. Ses habitants sont recensés à Urbeis car la cuisine (le feu) se trouve sur cette commune.

### Croix du Faubourg (1812)
Située à l’ouest de la localité, dans l’angle aigu formé d’une part par la route du village descendant vers Urbeis, d’autre part par la D 155 montant vers le col de Fouchy – 064,83 x 81.25
La croix à crucifix est en grès rose grossier de la vallée. Les bras et le montant supérieur aux extrémités sont chantournées : courbe convexe flanquée de deux courbes concaves. Sur le montant supérieur on distingue une banderole verticale avec l’inscription I.N.R.I..
Le Christ est sculpté maladroitement dans la masse, en haut relief, couronné d’épines, tête rentrée entre les épaules, légèrement penchée vers le côté, bras en V ouvert, pieds superposés, prenant appui sur le crâne d’Adam. Le serpent de la tentation sort de l’orbite droite et se love autour du crâne. La transition vers le fût se fait par un léger épaississement en congé, vers l’avant. Un deuxième élargissement, aux épaulements convexes peu marqués, fait la transition vers la base. Sur celle-ci est gravé en gros décor le trigramme I.H.S. (Jesus Hominum Salvador). Les lettres I. et S. reposent sur les bras verticaux du H qui sont reliés entre eux à leur sommet par une sorte de pont supportant une croix en tau.
Hauteur totale de la croix : 2,85 mètres – Croix : 1,48 m x 0,72 – Fût : 0,60 x 0,18 – Base 0,65 x 0,27 x 0,31 – Socle : 0.10 x 0,90 x 0,80
La croix est en bon état. On remarque toutefois des traces de peinture encore visibles. On trouve sur le sommet du fût, dans le cartouche carré aux angles en quarts de rond décorés l’inscription : IBL / MSM / 1812.
On ne connaît pas la raison de l’édification de cette croix. Elle se trouvait primitivement en contrebas au bord de la D. 30, à une vingtaine de mètres de l’emplacement actuel. Renversée durant la Deuxième Guerre mondiale par un attelage agricole, elle fut remontée à un endroit où elle semblait mieux protégée. Les lettres qui se trouvent près de l’indication de l’année de construction sont généralement les initiales des noms et prénoms du donateur et de son épouse.

### Croix de Schlingoutte (1826)

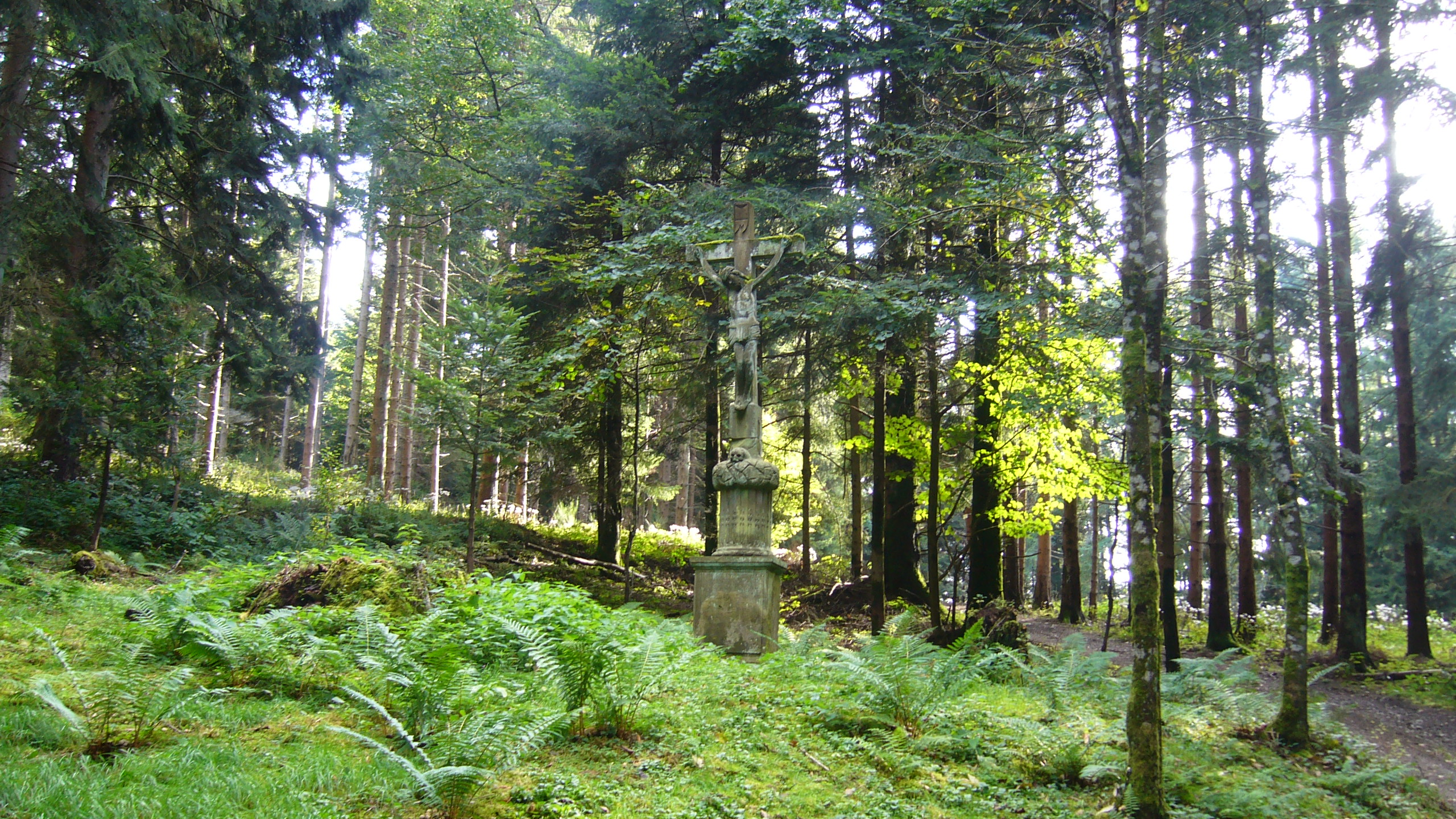
Calvaire de Schlingoutte sur le banc de Fouchy

Située à proximité immédiate du col de Schlingoutte, à une croisée de chemins forestiers. Le calvaire se trouve sur un sommet qui a une altitude de 650 mètres – 962.42 x 79.42
Plusieurs possibilités sont offertes pour se rendre sur les lieux. En voiture on quitte la route qui mène vers le col de Fouchy 50 mètres après avoir dépassé le panneau de Froidefontaine et on s’engage dans le chemin à droite, dit « Chemin des Allemands ». Il s’appelle ainsi parce qu’il fut construit par les Allemands pendant la guerre 1914-1918 dans le but d’amener des munitions vers le front, à la chaume de Lusse. Arrivé au col de Noirceux, il est conseillé de laisser la voiture sur place et de poursuivre à pied en suivant le circuit du Rouhu balisé par le Club vosgien par un disque rouge. Après 20 minutes de marche, on arrive au col de Schlingoutte. La croix se trouve à 50 mètres entre deux énormes arbres : un châtaignier et un tilleul. Pour qui aime marcher il existe un autre itinéraire en partant du bas d’Urbeis. S’engager dans le premier vallon à gauche, lorsqu’on vient de Fouchy, après avoir traversé le Giessen d’Urbeis par un petit pont. Après avoir parcouru 500 mètres, il est préférable d’emprunter le chemin qui longe le ruisseau du côté droit, en montant. Suivre toujours la direction du ruisseau, jusqu’au col qu’on atteint en une demi-heure. Grande croix à crucifix en grès gris sculptée par un professionnel. Bras droits. Le montant supérieur est tombé - Christ couronné d’épines, tête penchée, bras en V, pieds superposés, prenant appui sur un élargissement en congé. – Croix plantée sur un dôme de pierraille représentant le sommet du calvaire. Au pied de la croix, crâne et ossement – Piédestal supérieur formé d’une demi-colonne à douze cannelures. Dans chacune, cierge allumé et surmonté de trois flammèches superposées. Le bas du demi-cylindre est entouré d’une couronne de lauriers nouée par un ruban en son milieu. Piédestal quadrangulaire surmonté d’un tailloir mouluré et s’élargissant en bas par une courbe concave. Un rectangle sculpté en relief sur la face avant imite un écriteau fixé par quatre vis en ses coins. – Socle complètement enterré.
Hauteur totale : 4,30 m - Croix : 2,35 x 1,10 - Piédestal supérieur 0,90 x 0,48 x 0,45
La croix est en assez mauvais état : le montant supérieur est tombé mais pourrait être remis en place car les deux morceaux qui le composent sont encore près de la croix. Un nettoyage du monument s’impose pour le débarrasser de sa mousse. Inscription sur la face avant du piédestal : Cette croix a été érigée / A l’honneur de Jésus / Par le pieux J.P. Wollmos/et sa pieuse épouse / Christine Lambert / …. / L’entrepreneur de cet auguste / ouvrage …1828 (le dernier mot du texte est presque effacé. On croit reconnaître les lettres S.T.I.G.
On raconte que cette croix aurait été érigée par les personnes dont le nom figure sur l’inscription en réparation d’un forfait. Bien que peu de personnes soient encore au courant de cette mystérieuse affaire, on a encore pu obtenir des renseignements qu’on ne pas encore divulguer.

### Croix de l’ancien cimetière (1829)

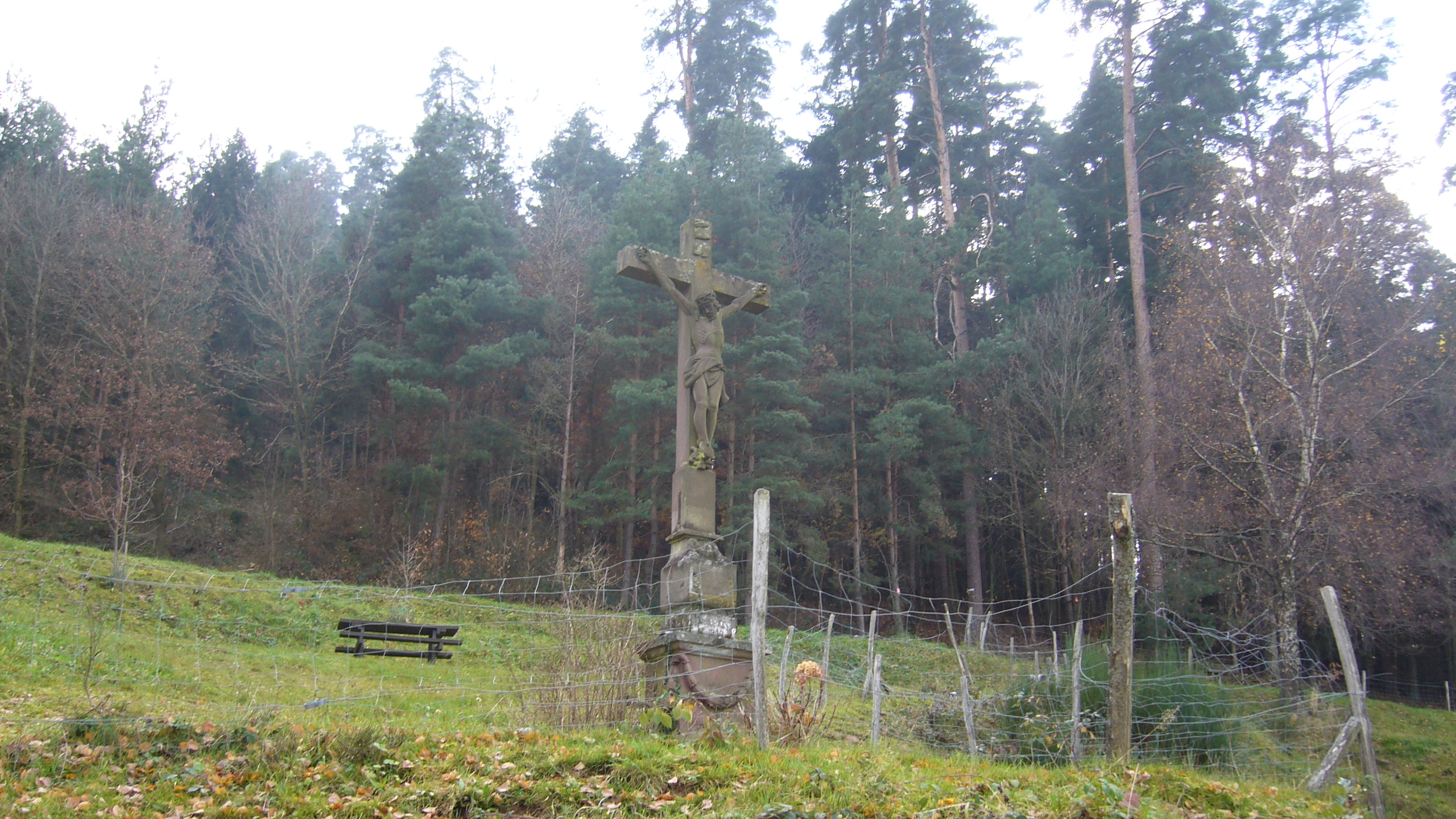
Croix de l'ancien cimetière (1829)

Située au sud de la localité, près du réservoir d’eau, à 390 m d’altitude. – 965,60 x 81.30. Cette croix n’est pas indiquée sur la carte de l'IGN. Grande croix à crucifix en grès rose, sculptée par Frey d’Obernai. Bras droits : sur montant supérieur, banderole verticale avec I.N.R.I. - Christ couronné d’épines, tête penchée vers le côté, bras en V ouvert, pieds superposés, prenant appui sur un crâne ; un serpent, tenant dans sa gueule une branche à laquelle est suspendue la pomme de la tentation, sort de l’orbite gauche. Sous les pieds du Christ épaississement de la hampe par un ressaut en congé. Piédestal supérieur quadrangulaire avec étranglement assez profond vers le bas, se rétrécissant en pente incurvée concave vers le haut qui se termine par un tailloir mouluré sous le montant de la croix. Sous le tailloir, petite guirlande de feuilles en demi-relief – Piédestal quadrangulaire surmonté d’un tailloir mouluré & débordant. – Décor sous le tailloir : grande guirlande de feuilles en demi relief dont les extrémités retombent sur les faces latérales.
Hauteur totale : 4,05 - Croix 2,25 x1,16 - Piédestal supérieur 0,75 x 0,35 x 0,35
Piédestal : 1,05 x 0,70 x 0,50
Socle : 0,10 x 1,00 x 1,00
En bon état
Inscriptions : sur plaque de marbre supérieure fixée sur la base : Mission 1965 : sur plaque de marbre inférieur, fixée également sur la base : Mission 1949
Sur piédestal, sous la guirlande : Il nous a aimés jusqu’à la mort / Rendons / Amour pour amour / En mourant au péché / année du Jubilé 1829.
Cette croix s’élevait dans l’ancien cimetière de Fouchy qui s’élevait jadis autour de l’église. En aménageant la place de l’église, la commune fit déplacer la croix en 1966 à l’emplacement où elle se trouve maintenant.

### Croix du Guichat (1869)
Située au collet séparant les montagnes du Rougerain et du Guichat, à un croisement de chemins forestiers : altitude 586 mètres 966.04 x 80.49. Plusieurs possibilités d’accès, soit à partir de Breitenau, soit de Fouchy, mais toujours à pied. L’itinéraire le plus rapide est celui qui prend son départ avant le col de Fouchy, à gauche de la D 155 (ferme Irrkrutt). Les premiers 150 m sont assez pénibles, mais après le chemin est facile et l’on atteint la croix en 20 minutes. Un autre chemin plus long mais plus intéressant, part d’un virage en épingle à cheveux de la route forestière menant au château du Frankenbourg passe près de la roche de la salière et la roche du cheval tombé (formations rocheuses pittoresques, d’où l’on jouit de belles vues sur la vallée de la Chapelle).
Croix en grès rose, taillée par un sculpteur amateur. – Bras droits - Sur le montant supérieur écriteau avec INRI – (Christ en fonte et protection en tôle coiffant la croix, ajoutés plus tard, ne méritent pas de description). Épaississement de la hampe. – Nouvel élargissement pour le fût quadrangulaire comportant un important décor gravé en méplat : calice surmonté d’une demi-hostie flanqué de deux rameaux feuillus. Plus bas, trois étoiles à quatre branches. – Base cubique. Socle important qui élargit légèrement vers le bas, en grès rose plus grossier que le reste et paraissent aussi plus ancien.
Hauteur totale : 2,20 m – croix : 0,75 x 0,52 - Fût : 0,75 x 0,30 x 0,20 – Base : 0,40 x 0,45 x 0,30 - Socle : 0,30 x 0,70 x 0,40 (0,75 x 0,45).
Croix bien conservée et bien entretenue.
Inscriptions : sur le fût, dans le pied du calice : O crux/ave/Spes et, sous le pied du calice : U/ Nica ; sur l’avant de la base : Jeune et tendre enfants/ de Marie bénissant /…./ A jamais le Seigneur / Len de grâce/ 1869 ; sur le côté droit de la base, dans une cartouche, probablement le nom des deux donateurs : FONCK/ JP/ Anzenber/E.J. ; enfin, sur côté gauche de la base, dans un cartouche : Fites/ par/ le Sieur/ Schramm/ GG Jean/Theophile/(ce qui signifie que la croix a été faite (Fites) par Schramm Jean Théophile).
À cet emplacement se dressait déjà une croix avant la Révolution, sur le même socle que la croix actuelle. Ce socle était la borne qui marquait la limite entre les communes de Breitenau et de Fouchy. (croix borne). D’après la tradition orale, mise en vers par le curé Mehl qui administrait la paroisse de Fouchy de 1682 à 1893, la croix aurait été détruite par deux révolutionnaires fanatiques.
À un mètre derrière la croix se dresse une grande borne. Sur la face dirigée vers la croix est gravée profondément la lettre F(Fouchy) et sur l’autre opposée la lettre B (Breitenau).
Devant la croix et formant marche, débris du fût de la croix précédente, avec les lettres gravées WN.
L’auteur de cette croix, Schramm CG Jean Théophile, a sculpté une autre croix se trouvant près de la route qui mène au col de Fouchy, à proximité de la ferme dite anciennement « Maison blanche ».

### Croix du P'tit Constant

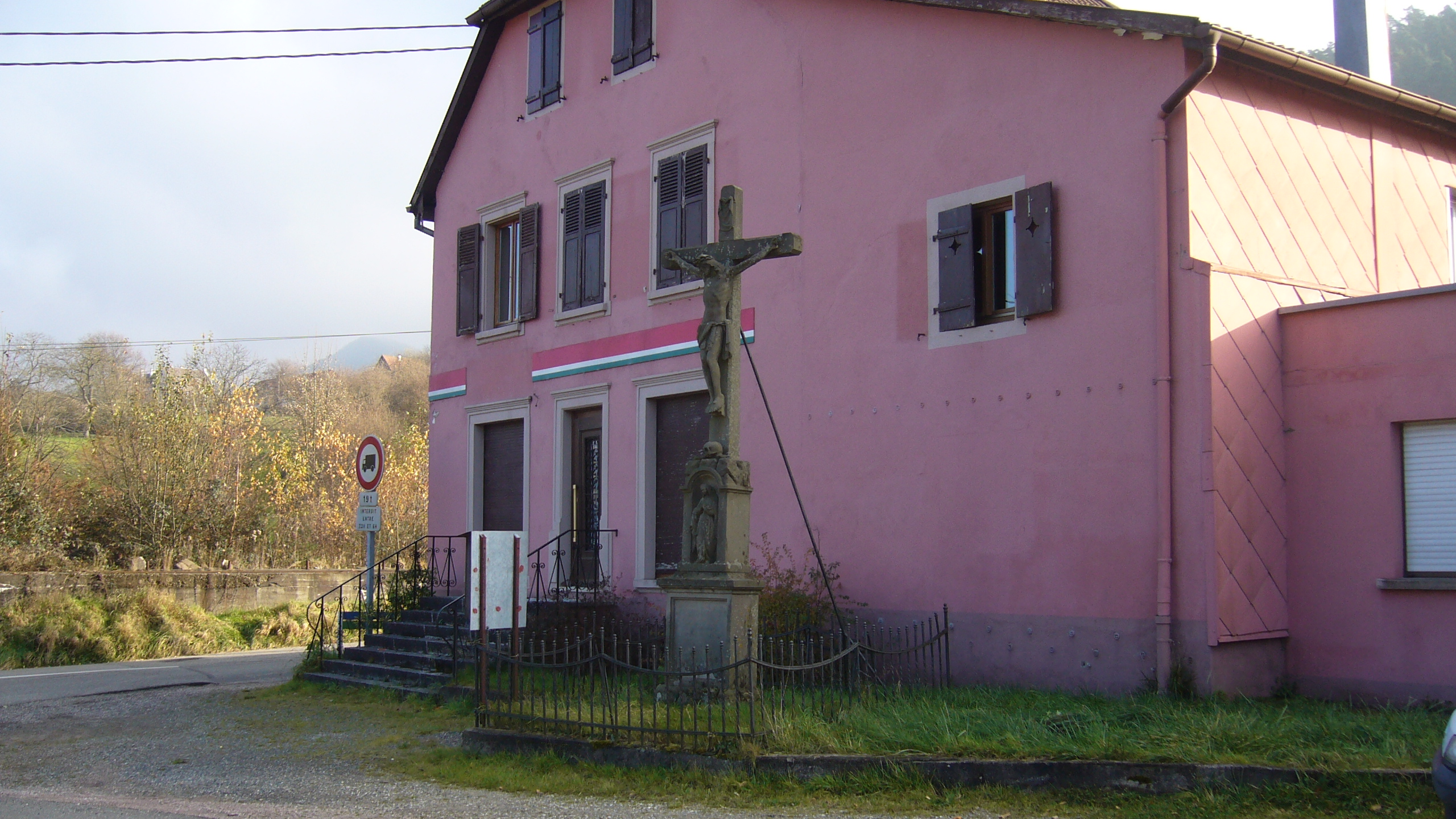
Croix du P'tit Constant(1869)

Sortie ouest de la localité bord sud de la localité bord sud de la D 39, près du carrefour formé avec la D 155 qui conduit au col de Fouchy – 965,23 x 81,55.
Grande croix à crucifix en grès – Sculpteur : Sichler à Sélestat (Schlestadt) - Bras droits – Traverse et montant en partie chanfreinés. Sur le montant supérieur, INRI sur le linge plissé. Beau Christ, bien proportionné, tête penchée vers le côté, couronné d’épines, bras en V ouverts, périzonium plissé avec soin et recherche, retenu par une corde aux hanches, pieds juxtaposés. Au pied de la hampe, crâne et ossements. Piédestal supérieur en grande partie formé d’une niche à profil d’arc en plein cintre surmonté d’une assise de pierres entassées représentant le sommet du calvaire. Bordure saillante autour de l’arc ; fond de la niche en cul-de-four. Dans la niche, statuette de belle facture de la Vierge en prière, debout, mains jointes (hauteur : 0,45 m). Une doucine renversée fait le raccord du piédestal supérieur avec le piédestal inférieur quadrangulaire, plus haut surmonté d’un tailloir et reposant sur le socle taillé en amas de pierres empilées. 
Hauteur totale : 4,50 m – Croix : 2,35 x 1,35 m – Piédestal supérieur avec niche : 1,00 x 0,67 x 0,37 – Socle : 0,25 x 0,75 x 0,45.
En bon état, fleurie, entourée d’un grillage. Inscriptions : Sur le fronton épousant le cintre de la niche : Mon Jesus Miséricorde / 100 jours d’indulgence. Sur le rebord du tailloir du piédestal : 0 Crux Ave Spes Unica. Sur la face avant du piédestal : Louanges et grâces soit à toi / Moment au très saint et très divin / Sacrement, et bénie soit la sainte / et immaculée conception de la Vierge Marie / 200 jours d’indulgence / …. / Hommage / D’amour et de reconnaissance / Envers la très Sainte Vierge / En souvenir des bienfaits / reçus / Érigée par la piété / des membres de la famille / Jean-Pierre Humbert et Marie Schmidt / Son épouse de Fouchy / le 14 février 1869.

### Croix du cimetière
965.47 x 81.57
Grande croix à crucifix en grès gris sculptée par X. Hatz, fils – Bras droits aux arêtes en grande partie chanfreinées ainsi que la hampe qui s’amenuise régulièrement du bas vers le haut. Sur le montant supérieur banderole oblique avec INRI, en fonte. Très belle anatomie du Christ, en fonte, tête légèrement penchée et couronnée d’épines, bras en V ouvert, périzonium flottant, pieds cloués côte à côte sur appui triangulaire. Base du fût à deux parties : un renflement bulbeux surmonté d’une fine moulure au-dessus d’une partie cubique aux arêtes chanfreinées, traversée de deux grosses vis boulonnées des deux côtés pour éviter un éclatement de la pierre - Piédestal surmonté d’un tailloir mouluré débordant largement et dont la partie supérieure se raccorde au pied de la croix en pente inclinée. Le bas du piédestal s’élargit encore une fois par une série de moulures. Sur sa face avant, cadre rectangulaire sculpté aux coins échancrés par des quarts de rond.

Hauteur totale : 5,40 – Croix 3,50 x 1,65

Piédestal :  1,65 x 0.95 x 0.63

Socle : 0.15 x 1,70 x 1,30

Calvaire en bon état. 

Inscriptions sur piédestal : Louanges et grâces soient à jamais / Au très saint et très divin sacrement / et bénie soit la Sainte et immaculée Conception / de la bienheureuse Vierge Marie / 100 jours d’indulgence / … Seigneur, accordez aux âmes des fidèles trépassés le repos éternel / et que la lumière qui ne s’éteint jamais brille à leurs yeux / Prières des morts / … Mon Jésus miséricorde / 100 jours d’indulgences / … / Puis en lettres gothiques : Doux Cœur de Marie, soit mon salut ! … En lettres majuscules latines : Érigé le 25 décembre 1878.
L’ancien cimetière de Fouchy s’étendait autour de l’église paroissiale. En 1873-1874 la commune créa le nouveau cimetière et la grande croix y fut dressée quatre ans après. Elle coûtait à l’époque 1 124 marks. En 1975, le monument a été déplacé d’une vingtaine de mètres vers le fond du cimetière lorsque celui-ci fut agrandi. Par la même occasion on a aussi déplacé la pierre tombale du curé J.B. Mehl (1822-1893) qui se trouve maintenant près de la croix. Le curé Mehl est l’auteur du texte en vers racontant la destruction de la croix du Guichat (Croix no 5).
Une croix identique a été élevée la même année au cimetière de Scherwiller (Archives de la Bibliothèque Humaniste de Sélestat).

### Croix Baty (1907)

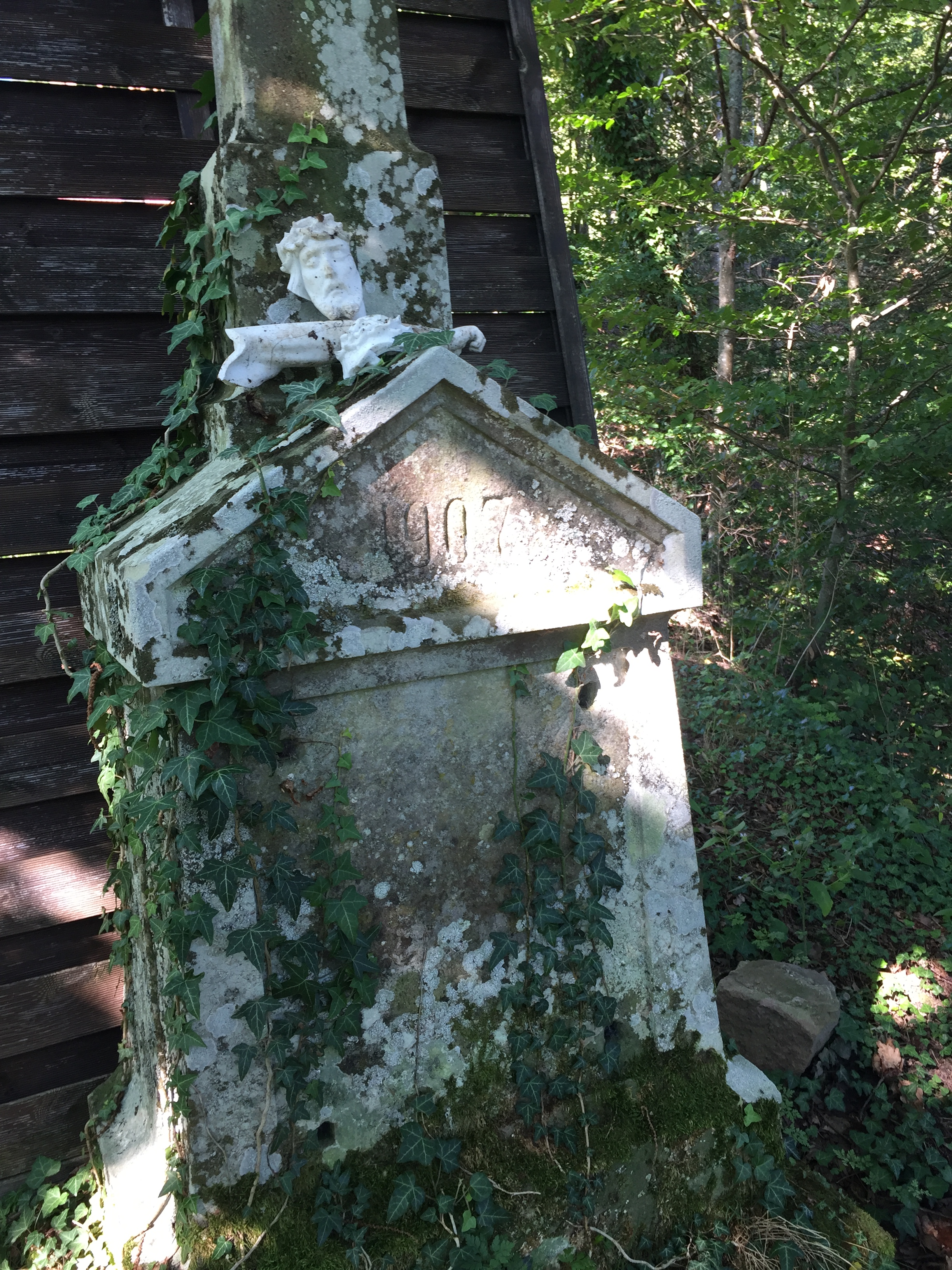
Croix BATY (1907)

À Noirceux, au flanc de la montagne, à une centaine de mètres au-dessus de l’ancienne école de cette annexe de Fouchy : Altitude : 385 mètres – 964,97 x 80,18
Accès : Prendre la D155 depuis Fouchy, puis s’engager sur le "chemin de Noirceux" menant à la maison d’hôte « Guiot ». Au deuxième virage, la Croix se trouve sur le côté d'une habitation (mais en terrain communal), sous les arbres et au sommet d’une pente boisée. À l'origine : Croix en crucifix en grès gris, sculptée par A. Sichler, Schlestadt (Sélestat). Les bras de la traverse et le montant supérieur aux coins échancrés en quarts de rond – La hampe s’amenuise régulièrement du bas vers le haut. Écriteau INRI sur le montant supérieur et Christ en porcelaine cuite (biscuit de Saxe). Jésus bras en V, tête penchée vers le côté et couronnée d’épines, linge flottant, pieds superposés. Le bas de la hampe s’élargit à deux reprises par des congés. Piédestal quadrangulaire, se rétrécissant légèrement du bas vers le haut, surmonté d’un fronton triangulaire mouluré dont les extrémités des angles latéraux sont coupés verticalement. Un congé élargit le bas du piédestal. Socle sculpté, représentant une assise de pierres grossièrement taillées. 
Hauteur totale : 3,10 – Croix : 1,85 X 0,85 – piédestal 1,00 X 0,56 X 0,35 – Socle : 0,25 X 0.90 X 0,65
. Actuellement , Croix détériorée : Plaque INRI brisée, tête et bras droit du Christ manquants, retrouvés à terre et posés sur le fronton. Selon des témoignages locaux, la plaque d’inscription en porcelaine cuite aurait été emportée il y a quelques années en vue d'une restauration. Elle n'a pas été replacée depuis. Inscriptions : dans le fronton triangulaire : 1907 – Sur la plaque d’inscription qui était fixée sur l’avant du piédestal : Mon Jésus miséricorde / croix érigée par / Pierre Ernest Baty /de Fouchy-Noirceux.
Érigée en reconnaissance par le donateur pour être revenu sain et sauf d’Amérique au début de ce siècle, après une absence de sept ans. Il avait travaillé surtout comme valet de ferme au Canada, mais avait aussi exercé d’autres professions au cours de ses pérégrinations en Amérique du Nord. Pierre Ernest Baty était né en 1873 à Fouchy de Jean-Pierre Baty et de Cécile Marchal. Il est décédé en 1957, veuf de Marie Verdun.

### Croix Entzmann ou Croix du Rouhu (1924)
Située dans la montagne, en pleine forêt, à l’endroit appelé le « Bois des Cloches » au flanc du vallon du Rouhu, à 675 mètres d’altitude - 963.33 x 80.22
Accès : au Col de Norceux que l’on atteint par le chemin des Allemands, suivre le « Circuit du Rouhu », bien balisé par le Club vosgien de Villé, par un disque bleu, pendant une vingtaine de minutes. En arrivant à la limite d’une haute futaie, quitter le circuit et s’engager à droite dans le chemin en descende, sur environ 500 mètres. La croix se trouve dans le premier chemin à droite, entre deux sapins, à 10 mètres. Lorsqu’on revient sur le « circuit du Rouhu », il est possible de le contourner en passant par le Col de Schlingoutte où se trouve la croix no 3 de Fouchy. L’itinéraire décrit ci-dessus ne peut être effectué qu’à pied. Magnifique promenade avec de belles vues. On peut aussi arriver en voiture tout près de la croix en empruntant le nouveau chemin forestier qui prend son départ sur la route d’Urbeis, à l’entrée du vallon du Rouhu.
Croix à crucifix, en grès gris, sculptée par Ch. Henrichs de Sélestat, sauf le Christ qui est en porcelaine peinte en argent. Extrémités de la traverse et sommet de la hampe se terminant en pointe d’angle obtus après un ressaut en congé ; Christ tête penchée vers le côté, couronné d’épines, bras en V ouvert ; pied superposés. Le bas de la hampe, après un élargissement en congé, repose sur une petite base cubique mouluré en haut et en bas. Piédestal quadrangulaire, plus haut que large, se raccordant par sa surface supérieure à la base de la croix par des plans inclinés vers l’avant et les deux côtés. Socle sculpté en grès rose, représentant deux assisses de pierres grossièrement taillées.
Hauteur totale : 3.45 – Croix : 2.00 x 1.05 – base de la croix : 0.34 x 0.27 x 0.23 – piédestal : 1.25 x 0.60 x 0.33 - socle : 0.20 x 0.85 x 0.60
Croix en bon état, sauf écriteau INRI manquant (trou de scellement visible). Entouré d’un grillage en fer forgé.
Inscriptions : sur la face avant du piédestal : O mon Jésus/ protégez-nous ; et sur le côté droit du piédestal : érigé par les familles / J.B. Entzmann / Fr. Deybre / 1924
Louis Fritsch rapporte que les « propriétaires des fermes importantes du Rouhu ont fait ériger cette croix en reconnaissance de la protection dont ces familles ont bénéficié pendant la guerre 1914-1918. »
En effet, J.B. Entzmann devint veuf avec cinq enfants à charge juste après avoir acquis la ferme dont on peut voir les ruines à 200 mètres au bout du chemin près duquel se dresse la croix. Il fit alors le vœu de faire dresser un crucifix s’il parvenait à payer les échéances malgré les difficultés survenues à la suite du décès de son épouse, ce qui fut le cas.
François Deybre, un voisin d’Entzmann, participa aux frais d’érection de la croix. Lui aussi était endetté à la suite de l’acquisition d’une ferme située en contrebas, vers le hameau du Rouhu. Le travail difficile et ingrat dans cette région montagneuse aurait exigé l’aide de nombreux bras pour pouvoir honorer les échéances. Pourtant, cinq fils étaient partis à la Grande Guerre. Après l’arrêt des hostilités, quatre fils sont revenus sains et saufs et ont pu aider leur père à rembourser la dette.

### Croix de la Goutte ou Croix Brunette (1924)
Se trouve à l’Est de la commune de Fouchy, à proximité de la batteuse communale, à un carrefour de chemins – 965.96 x 81.70.
Croix à crucifix en grès gris, sculptée par Ch. Henrichs de Sélestat – Exactement du même modèle que la croix Entzmann (Fouchy 9) – Deux petites différences néanmoins à la base cubique sous la hampe : cette base est surmontée d’un tailloir débordant mouluré et sa face avant est décoré d’un cadre carré dont les quatre coins sont échancrés en quart de rond. Les dimensions sont, à quelques centimètres près, les mêmes que celles de la croix Entzmann. Croix en bon état – L’écriteau INRI a été trouvé cassé par terre en plusieurs morceaux et recollé puis remis en place. La croix est entourée d’une grille de fer forgé. 
Inscriptions : sur la face avant du piédestal : O Crux ave spes unica / et, en caractères plus petits : Mon Jésus Miséricorde (300 J. d’indulgence). Sur le côté gauche du piédestal : Érigée / par les époux / J. Georges Brunette / et / Balbine Renckly / 1924.
M. Louis Fritsch écrit : « À l’issue de la guerre 1914-1918, tous les fils du village étaient rentrés à l’exception de Camille et d’Émile Brunette. Le père de J. Georges Brunette fit vœu d’ériger une croix dès le retour de ses fils. Ils revinrent effectivement peu après.

### Croix Aubert (1930)
Cette croix se trouve au bord du « chemin de la mine » dans le vallon de Noirceux, dans le pré près de la maison no 135 (ancienne ferme) – Ne figure pas sur la carte d’État-major. Livré et posée par Paul Jung, de Villé, en pierre artificielle. Extrémités de la traverse et du montant s’élargissant d’abord par des congés opposés, puis se terminant par une pointe à angle obtus. Écriteau INRI sur montant supérieur et Christ en fonte. Bras du Christ à angle droit. Le crucifié a le regard levé vers le ciel. Périzonium flottant. Pieds juxtaposés sur appui triangulaire. La hampe s’élargit par deux congés opposés à sa base et repose sur une partie s’élargissant vers le bas en pente concave. Piédestal quadrangulaire aux arêtes supérieures en chanfrein. Socle à arêtes chanfreinées vers le haut.
Hauteur totale : 3.35 – Croix : 1.65 x 0.96 – Base : 0.29 x 0.46 x 0.23 – Piédestal : 1.22 x 0.65 x 0.31 – Socle : 0.20 x 1.04 x 0.60.
Croix en assez mauvais état mais surtout d’un aspect déplaisant à cause des grandes taches brunes qui salissent la base et le piédestal : le Christ est rouillé et devrait être nettoyé et repeint ; la pierre du monument devrait être nettoyée par un ponçage. Inscription sur plaque de marbre fixée à l’avant du piédestal : Érigée par la / famille Aubert / 1930 / Voyez s’il est un douleur / Semblable à la mienne / (lamentations, 1,12).
Joseph Aubert, Président du Conseil de Fabrique de l’église de Fouchy, et ses deux sœurs étaient restés célibataires. Selon l’expression même de Joseph, ni lui, ni ses sœurs, « n’avaient fait œuvre de chair » et, pour perpétuer le souvenir de leur famille et de leur nom, ils avaient fait ériger cette croix.

### Croix Collin (1940)

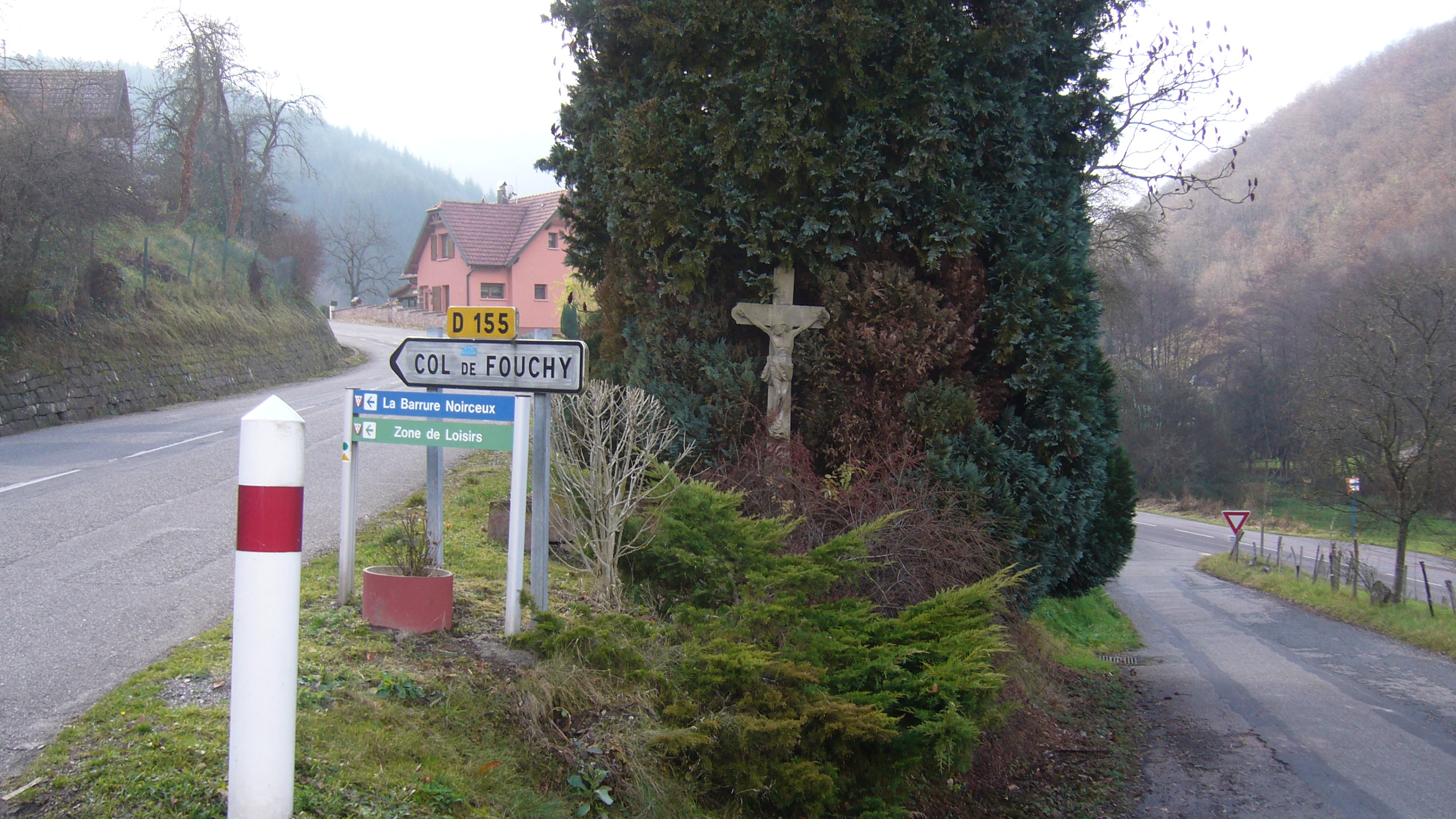
Croix Collin (1940)

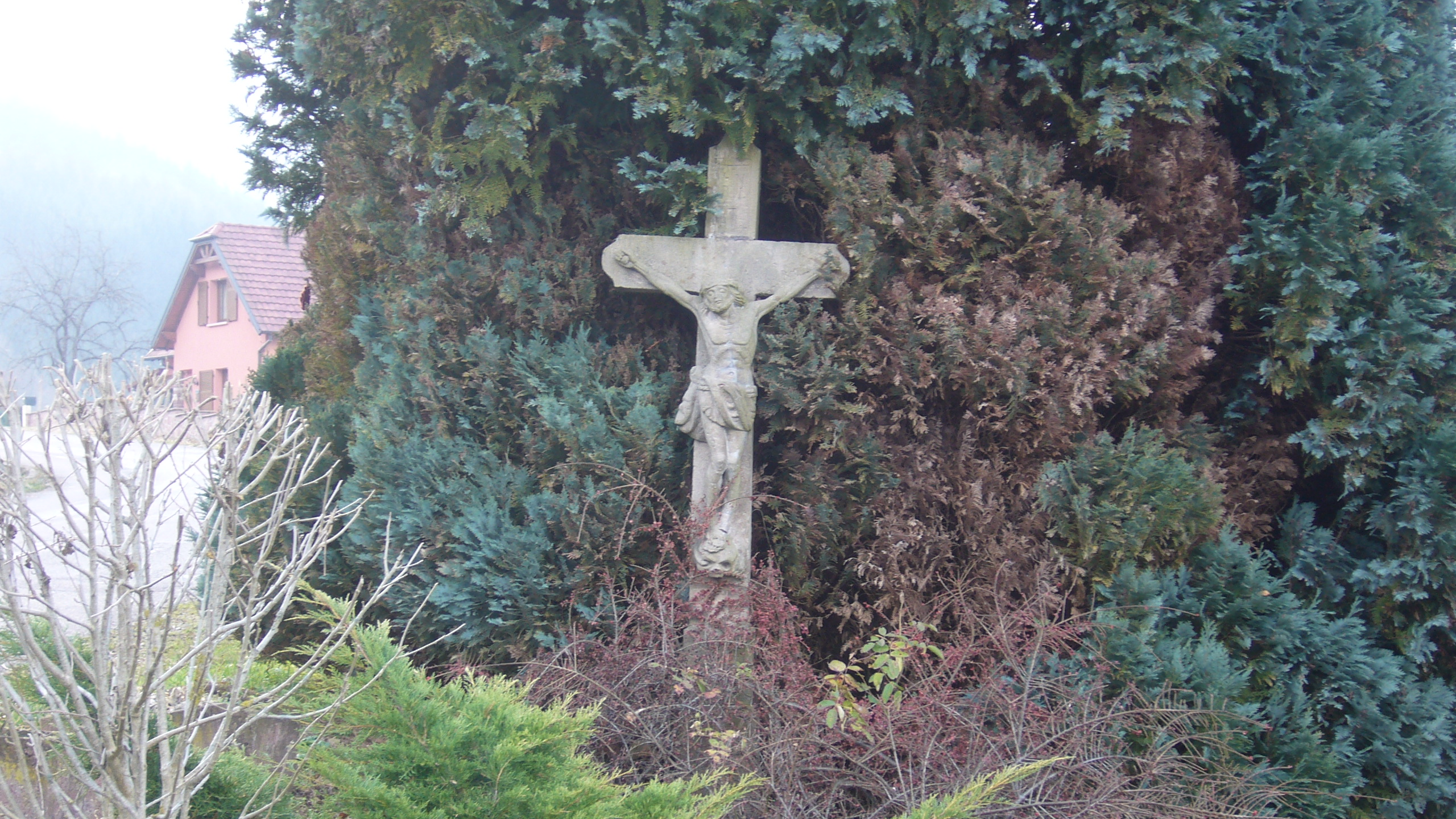
Croix Collin (1940) - Détail du crucifix

Située au hameau de Berlicombelle, côté ouest du chemin de terre qui relie la route du Col de Fouchy (D 155) à la ferme Collin. N’est pas marquée sur la carte de l’État-major.
964.70 x 80.95.
En grès rose grossier de la vallée de Villé – Bras droits – Christ et écriteau INRI, en alliage métallique, trop petits par rapport à la croix. Élargissement du montant inférieur vers le bas par épaulements convexes – Fût quadrangulaire.
Hauteur totale : 1.60 – Croix : 0.67 x 0.52 – Fût : 0.93 x 0.30 x 0.22. Socle : 0.10 x 0.63 x 0.63.
Croix en bon état. On découvre d’anciennes traces de peinture visibles. Inscription sur le fût : 1940 / P.C.
Croix taillée vers les années 1925-1930 par Rinckly Joseph, tailleur de pierre, qui habitait dans la ferme voisine. Étant tombé malade, il n’a jamais pu dresser la croix. Son successeur actuel dans la ferme, Paul Collin, a alors érigé la croix qui gisait à l’endroit où elle se dresse aujourd’hui et y grava la date de 1940 et ses initiales.

### Croix de Mission (1950)

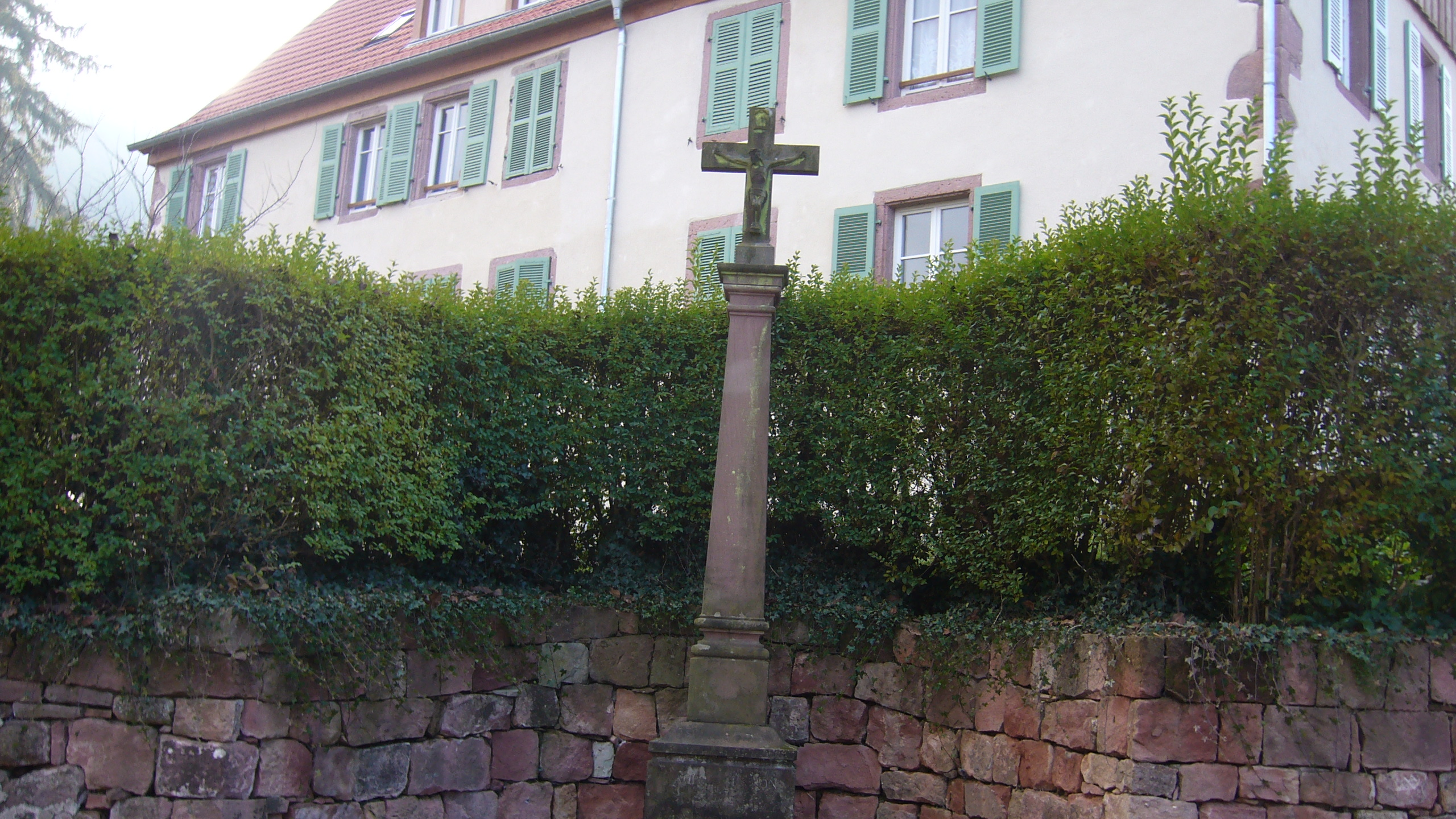
Croix de Mission (1950)

Cette croix est située au centre de la localité, dans un renfoncement du mur clôturant le jardin du presbytère, en bordure de la rue principale – 065.67 x 81.59
Crucifix en grès rose, sculpté par G. Henrichs de Sélestat / Bras droits. Écriteau INRI sur montant supérieur. Christ sculpté dans la masse, couronné d’épines, bras à l’horizontale, pieds cloués côte à cote. Élargissement de la hampe vers le bas après un ressaut – Fût quadrangulaire élancé, au sommet à trois séries de moulures se terminant en tailloir, s’élargissant régulièrement vers le bas jusqu’à un étranglement pris entre deux moulures saillantes, se terminant en dessous en cube. Base cubique, aux arêtes supérieures soulignées par une rainure, se raccordant à la base du fût par une pente en doucine.
Hauteur totale : 4.00 – Croix : 0.90 x 0.62 – Fût 2.30 x 0.20 x 0.20 (0.30 x 0.25) Base : 0.80 x 0.70 x 0.45 – Croix en bon état. Inscription sur l’avant de la base : Croix de Mission / de 1723 / détruite par faits de guerre / en novembre 1944 / Réédifiée par la commune / de Fouchy en 1951 / bénite par son Exc. Mgr / J.J. Weber/ Ev de Strasbourg.
Une ancienne croix datant de 1723 s’élevait sur le terrain derrière l’église, à proximité de l’endroit où s’élève actuellement le monument aux morts. Elle fut renversée et démolie par un engin de guerre américain lors des combats de la libération. Le socle de cette ancienne croix est encore visible.

## Les Croix situées en dehors de Fouchy
Il existe dans la vallée de Villé quatre croix situées en dehors du finage de Fouchy ayant un rapport avec cette commune et avec ses habitants. Trois de ces croix, se trouvant sur le territoire de la commune voisine de Breitenau, ont pu être marquées sur le plan de situation des croix, tandis que la quatrième, érigée sur la commune de Châtenois, à la « Halte de Neubois », ne pouvait plus y figurer à cause de son éloignement. La description de ces quatre croix n’est pas étudiée ici mais le sera dans l’étude de Breitenau. On se bornera à indiquer uniquement leur histoire et les liens qui les relie avec Fouchy.

### Croix des morts ou croix du blanc
Érigée à l’ouest du village de Breitenau sur le bord sud du vieux chemin rural qui conduit à Fouchy, au pied de la montagne du Rougerain, c’est une grande croix en grès gris portant le millésime 1731. Au siècle dernier encore les porteurs du cercueil contenant la dépouille mortelle de gens décédés à Breitenau s’arrêtaient devant ce crucifix. Avant 1886, Breitenau faisait en effet partie de la paroisse de Fouchy et ses morts devaient obligatoirement être enterrés au cimetière de cette paroisse. Devant la croix se trouve encore une longue pierre taillée dans le grès rose en bordure du chemin. C’est sur ce reposoir que l’on plaçait le cercueil en attendant l’arrivée du curé de Fouchy qui venait le prendre en charge à cet endroit et qui conduisait alors le cortège funèbre par le chemin champêtre jusqu’à l’église paroissiale. C’est en souvenir de cet usage que la croix est encore nommée de nos jours la « croix des Morts ».

### Croix Vernier
Ce calvaire est situé sur le ban de la commune de Châtenois. Il est situé sur le talus bordant au sud la départementale 424 à l’endroit connu sous le nom de la « Halde de Neubois » (Gritter Halt), entre Val de Villé et Thanvillé. C’est ici que s’arrêtait encore avant la dernière guerre le train qui reliait Sélestat à Villé pour y prendre ou déposer les voyageurs de Neubois. Dans l’herbe du talus se dresse une petite croix de pierre avec, sur sa traverse, l’inscription « De Fouchy ». Ayant dégagé la terre au printemps 1976 on a trouvé son piédestal qui était complètement enterré et qui porte l’inscription : J.Bte / Vernier décédé le / 22 juin 1852. Cette inscription a confirmé ce que nous avions déjà appris par la bouche de quelques anciens de la vallée : Jean-Baptiste Vernier, laboureur de son métier, avait été assassiné à cet endroit un soir en revenant de Sélestat où il avait vendu une voiturée d’échalas. Son meurtrier l’avait attendu à cet endroit, au coin du bois, où l’ancien chemin montait vers Neubois, pour lui voler l’argent provenant de la vente et qu’il était censé porter sur lui. Mais le fils Vernier, un grand garçon de vingt-deux ans, qui avait accompagné son père, était déjà rentré de Sélestat dans l’après-midi, emportant la somme du produit de la vente d’échalas. C’est ainsi que Jean-Baptiste Vernier, âgé de 58 ans, a perdu sa vie, n’ayant sur lui que quelques sous. Il n’a pas été possible de savoir si le meurtrier a été pris et puni. D’après les dires de quelques anciens, il aurait été l’amant de la fille de ferme des Vernier par qui il avait appris que le cultivateur rentrerait ce soir-là avec une somme d’argent assez rondelette dans la poche.

### Croix du Baptiste-Michel (1857)
La croix se dresse sur le territoire de Breitenau, sur le bord de la D. 39, à mi-chemin entre Bassemberg et Fouchy-Lalaye. C’est une grande croix en grès gris, datée de 1857, avec un Christ sous les pieds duquel se tient la mère de Dieu, face aux passants, comme son fils. L’inscription sur le piédestal nous apprend que le monument a été érigé par Jean-Baptiste Humbert en mémoire de son fils Jean-Baptiste Humbert, décédé le 30 novembre 1955. Cette famille Humbert était domiciliée à Fouchy et possédait le terrain sur lequel la croix s’élève actuellement. Personne n’a pu dire pourquoi la croix a été érigée. Autrefois, la procession des rogations de la paroisse de Fouchy faisait le premier arrêt à sa hauteur mais derrière elle, sur la route allant vers Neuve Église.

### Croix de Breitenau (1882)
Elle est érigée sur le finage de cette commune, sur le bord sud de la D 97 qui relie Neuve-Église à Fouchy. C’est dans le virage à angle droit, à l’endroit où un chemin de terre conduit directement à Fouchy à travers champs, que s’élève aujourd’hui ce monument en grès gris, daté de 1882, entouré d’un grillage en fer forgé. Comme l’indique l’inscription sur son piédestal, difficilement déchiffrable parce qu’elle est presque effacée en partie, il a été construit « par la piété reconnaissance de Jean-Baptiste Aimé de Fouchy, en mémoire des bienfaits reçus ». Nous avons appris qu’au cours d’une partie de chasse, Jean Baptiste Aimé eut la jambe brisée par le coup de feu d’un chasseur maladroit. Le blessé promis de faire ériger une croix en cas de guérison. Comme il se rétablit bien par la suite, il demanda à G. Sichler, sculpteur à Sélestat, de tailler le monument avec un Christ en croix. En 1946, le corps de Jésus, sculpté dans la pierre a été détruit dans des conditions mystérieuses. Il fut remplacé par un Christ en métal, trop petit par rapport à la croix. C’est à cette croix que la procession des rogations venant de Fouchy faisait son deuxième arrêt.

## La Légende d'une croix disparue
Il est certain que de nombreuses croix ont disparu à Fouchy au cours des années, surtout pendant les diverses guerres qui ont dévasté la vallée et pendant la Révolution. C’est ainsi qu’il nous est rapporté qu’une croix se trouvait à l’endroit où se dresse actuellement la chapelle de Noirceux. Cette croix a été détruite au temps de la Révolution. Le curé de Fouchy écrit « Dans les années quarante du XIXe siècle un homme de Fouchy du nom de Heckly, travaillait comme sabotier à Saint-Maurice. Il rentrait toujours chez lui à Noirceux, tard le samedi soir. Quand il passait devant les restes de la croix détruite, il voyait une lumière dont il ne pouvait s’expliquer l’origine. Elle disparaissait dès qu’il s’approchait d’elle. Une fois, il vit une lumière encore plus brillante et environnée d’un halo rougeâtre. L’homme s’en approcha par derrière, mais tout disparut. À quelque temps de là, il passa de nouveau au même endroit, mais cette fois accompagné par un autre villageois, du nom de Mariotte. Celui-ci vit tout à coup une croix se dresser devant eux. Quand les deux compagnons eurent dépassé l’endroit, Mariotte demanda à Heckly si, lui aussi, avait vu la croix. Sur la réponse négative de celui-ci, ils revinrent sur leurs pas. Et cette fois, tous les deux virent distinctement briller une croix à l’emplacement de celle qui avait été abattue jadis. » Et c’est sur la demande de ces deux hommes et sur leurs indications qu’on construisit alors une petite chapelle en ce lieu. Cette chapelle fut agrandie plus tard par les soins du curé Mehl de Fouchy. Elle fut pourvue de trois petites cloches.

## Les Croix aux processions des rogations
Les croix au bord des chemins ou des chapelles étaient souvent utilisées comme stations lors des processions de rogations. On appelle rogations les processions qui avaient lieu tous les ans, le jour de la Saint Marc (25 avril) et les trois jours qui précèdent l’Ascension. Leur origine remonte au VIe siècle. Le monde rural dont le travail est exposé aux intempéries, aux fléaux, comprend bien le sens des prières de supplications qu’on adresse en ces jours au ciel en pleine campagne : demander au Dieu miséricordieux d’éloigner les fléaux de la justice divine et de bénir les fruits de la terre. Au cours de la grande procession qui se faisait le premier jour, on s’arrêtait quatre fois. À chaque arrêt, le prêtre lisait le début du texte de chacun des quatre évangélistes. C’est ainsi qu’à la première station, il chantait la « Généalogie », de Saint Mathieu, à la deuxième «  la prédication de Jean-Baptiste au Jourdain », de Saint-Marc à la suivante « l’énonciation de la naissance de Jean-Baptiste à Zacharie », , de Saint-Luc, et enfin à la dernière, le « Prologue » de l’évangile selon Saint-Jean.  Par la lecture des Évangiles, par les oraisons et la bénédiction vers les quatre coins du ciel, le prêtre, continuant la mission du Sauveur, bénit et consacre les champs, les semences et les fruits pour le bien matériel et le salut des hommes.
À Fouchy, la veille de l’Ascension, la procession des rogations prenait à la sortie de l’église le chemin à droite qui descend vers la grande route venant de Villé et suivait alors celle-ci dans cette direction jusqu’à l’embranchement de la route de Neuve-Église. Empruntant alors cette dernière, le cortège des fidèles faisait son premier arrêt à la hauteur de la croix du Baptiste Michel, qui se trouve à environ 50 mètres de là, sur la route de Villé. Le second arrêt avait lieu un peu plus loin sur la route de Neuve Église, à la croix de Breitenau. D’ici, la procession s’engageait dans le chemin rural qui conduit à travers champs vers Fouchy. Le troisième arrêt avait lieu devant la croix Brunette (no 10) en revenant dans le village, et le dernier arrêt se faisait devant la vieille croix de 1723, détruite en 1944 près de l’église.
Les deux autres processions, qui avaient lieu le lundi et le mardi précédent l’Ascension, ne comportaient pas quatre arrêts. Pourtant, la procession du lundi qui descendait le chemin passant devant le cimetière s’arrêtait devant la croix du P’tit Constant (no 6) et la procession du mardi, qui montait à la chapelle de Noirceux, faisait halte devant la croix du Faubourg (no 2).

## Quelques conclusions
Lorsqu’on parcourt l’inventaire des croix de Fouchy, on constate avec un peu de surprise, mais aussi avec une certaine déception, que toutes les croix de cette commune sont postérieurs au XVIIIe siècle. Pourquoi n’y a-t-il pas de croix plus anciennes à Fouchy ? Il serait quand même étonnant que ses habitants n’en aient pas fait ériger avant 1812, date de la plus ancienne croix actuelles. Dans les communes avoisinantes, les croix du XVIIIe siècle ne sont pourtant pas chose exceptionnelle. Ceci nous permet de supposer qu’il y en avait d’aussi anciennes à Fouchy, d’autant plus que les conditions de vie et les croyances étaient à peu près les mêmes à Fouchy que dans les villages voisins, à cette époque. Alors, pourquoi les vieilles croix manquent-elles à Fouchy ? Nous avons que l’unique croix qui restait du XVIIIe siècle, datée de 1723, fut détruite par un engin de guerre américain lors de la guerre 1940-1945. Mais les autres ?
En lisant les légendes de la croix de Guichat (no 5) et de la croix disparue à la chapelle de Noirceux, nous pouvons en conclure que certaines croix ont été abattues durant la Révolution française. Si de plus nous apprenons dans le rapport d’enquête (Visitationsbericht) de 1894 que les paroissiens de Fouchy ont eu soin de convertir le presbytère en auberge et même en salle de danse pour le soustraire à la rapacité des révolutionnaires ; si nous nous rappelons que le curé Stackler de la commune voisine de Neuve-Église a été mené à l’échafaud sous la Terreur, nous pouvons en conclure que les quelques fanatiques de la Révolution, habitant cette partie de la vallée de Villé, ont dû être particulièrement virulents. C’est à ces extrémistes que nous devons en grande partie la disparition des anciennes croix.
Une autre remarque s’impose lorsqu’on se rappelle la situation de la population de la vallée de Villé au siècle dernier[Lequel ?] et au début de ce siècle[Lequel ?]. Il faut avoir lu le compte-rendu de l’enquête faite en 1856 par le Dr Karl Kaerger dans son ouvrage Die Lage der Hausweber im Weilerthal pour avoir une idée de la grande pauvreté qui régnait dans la vallée au XIXe siècle. Les habitants qui ont fait ériger une croix ont certainement fait un tel effort financier qu’il représentait pour eux un grand sacrifice. Il n’est donc pas étonnant que le nombre de croix privées soit moins important que dans le riche vignoble au pied des Vosges ou dans les opulents villages agricoles de la plaine d'Alsace. 
Selon Georges Henrichs, tailleur de pierres à Sélestat, il fallait deux à trois semaines de travail à un sculpteur expérimenté pour réaliser un calvaire. Le prix d’une croix avec crucifix était donc assez élevé et difficilement à la portée de la bourse des paysans, tisserands, bûcherons, et journaliers de la vallée. On peut remarquer qu’il y a peu de crucifix d’origine privée à Fouchy. C’est ainsi que la croix du Bas d’Urbeis (no 1) et la croix du Faubourg (no 2) sont d’origine artisanale, avec un Christ maladroitement sculpté par le tailleur de pierre du village. Cet artisan ne demandait certainement pas un prix excessif pour son travail. Les croix de l’ancien cimetière (no 4) et du cimetière actuel (no 7) ainsi que la croix du presbytère (no 13) ont été érigées aux frais de la communauté paroissiale. Les croix du Guichat(no 5) et Collin (no 12) sont de simples croix portant un Christ métallique surajouté par la suite. La croix Baty (no 8), Entzmann (no 9), Brunette (no 10) et Aubert (no 11) ont un Christ soit en porcelaine, soit en fonte. Il est certain que ces corps coulés dans un moule sont nettement moins chers qu’une sculpture. Finalement, il n’y a que deux croix avec un Christ taillé dans la pierre : la croix de Schlingoutte (no 3) et la croix du P’tit Constant (no 6) . Leurs donateurs étaient parmi les rares paysans aisés. Enfin une dernière conclusion peut-être tirée de ce travail de recherche concernant les croix : l’intérêt pour les choses du passé est encore bien vivant au sein de la population de la vallée de Villé.  Nous en avons eu la confirmation au cours de notre enquête : partout le meilleur accueil nous a été réservé. Nous avons rencontré dans toutes les familles une oreille attentive et intéressée – personne n’a refusé de répondre à nos questions – beaucoup d’habitants ont proposé spontanément leur aide et leur collaboration.

## Source
Cet article est extrait en totalité de l'annuaire de la Société d'histoire du Val de Villé, rédigé par Jean Joseph, année 1976, qui a pu être modifié partiellement ou en totalité.